# تاکسان
تاکسان‌ها (به انگلیسی: Taxanes) زیر گروهی از دی‌ترپن‌ها هستند که نخستین بار از درخت سرخدار استخراج شدند و دارای یک هستهٔ تاکسادین هستند. اخیراً گزارش شده که این مواد شیمیایی در پوسته و برگ گیاه فندق نیز یافت شده‌است.
داروهای پاکلیتاکسل و دوسه‌تاکسل از این گروه هستند که در شیمی‌درمانی کاربرد گسترده دارند. سازمان غذا و داروی آمریکا، داروی کابازیتاکسل را برای درمان موارد مقاوم به هورمون سرطان پروستات تأیید کرده‌است. ساخت ترکیبات دارویی از تاکسان‌ها آسان نیست، چرا که این مواد حلالیت بسیار ضعیفی در آب دارند و همچنین دارای چندین مرکز کایرال هستند (داروی ۱۱ مرکز کایرال دارد).

## نحوهٔ عملکرد
مکانیسم اصلی عملکرد تاکسان‌ها، متوقف نمودنِ کارکرد ریزلوله‌های سلول است. این ریزلوله‌ها نقش مهمی در تقسیم سلولی ایفا می‌کنند و تاکسان‌ها، توبولین متصل به گوانوزین دی‌فسفات را در درون ریزلوله‌ها استحکام می‌بخشند و بدین ترتیب جلوی تکثیر سلولی را می‌گیرند. تاکسان‌ها بازدارندهٔ میتوز هستند. در مقام مقایسه، آلکالوئیدهای وینکا، با مهار پلی‌مریزاسیون توبولین، اجازهٔ تشکیل دوک تقسیم را نمی‌دهند و به‌همین دلیل، با عنوان «سموم دوک تقسیم» هم شناخته می‌شوند. تاکان‌ها همچنین حساس‌کنندهٔ سلول‌ها به تشعشعات پرتوهای یونیزان هستند.